# The All-American Rejects

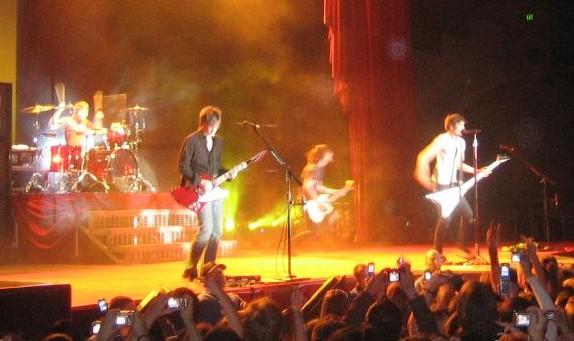
The All-American Rejects 2006

The All-American Rejects is een poprock-band die opgericht werd in Stillwater, Oklahoma.

## Biografie
Tyson Ritter en Nick Wheeler richtten een band op in 1996. Dat gebeurde door het samenvoegen van de bands Drowning Fish en Curbside Service. Toen Ritter en Wheeler elkaar ontmoet hadden op een feest vertelde Wheeler aan Ritter dat zijn band nog een basgitarist nodig had. Ritter zei dat hij de juiste man voor hen was. Hij kon op dat moment nog geen basgitaar bespelen. Hij kocht zo snel mogelijk een basgitaar en bleef de hele kerstvakantie in huis om er op te oefenen. Toen hij het al voldoende beheerste ging hij terug naar Wheeler en de All-American Rejects waren geboren. De groep bestond toen niet alleen uit Ritter en Wheeler maar ook uit Jesse Tabish. Nadat Tabish in 2000 de groep verliet bestond de groep nog maar uit twee personen. Ritter werd de zanger van de groep en Wheeler werd gitarist in plaats van drummer. In 2000 brachten ze hun eerste album uit. In 2001 ging de band toeren en daarna werden ze vastgelegd door Doghouse Records. In 2002 werden Mike Kennerty en Chris Gaylor aan de band toegevoegd.
"Gives You Hell", uitgebracht in eind 2008, werd hun grootste hit tot op heden. De piek was een nummer 4-notering in de Verenigde Staten.

## Discografie

### Albums
| Album met eventuele hitnotering(en) in de Nederlandse Album Top 100 | Datum van verschijnen | Datum van binnenkomst | Hoogste positie | Aantal weken | Opmerkingen |
| ------------------------------------------------------------------- | --------------------- | --------------------- | --------------- | ------------ | ----------- |
| The All-American Rejects                                            | 2002                  | -                     |                 |              |             |
| Move along                                                          | 2005                  | -                     |                 |              |             |
| When the world comes down                                           | 2009                  | -                     |                 |              |             |
| Kids in the street                                                  | 2012                  | -                     |                 |              |             |

### Singles
| Single met eventuele hitnotering(en) in de Nederlandse Top 40 | Datum van verschijnen | Datum van binnenkomst | Hoogste positie | Aantal weken | Opmerkingen                 |
| ------------------------------------------------------------- | --------------------- | --------------------- | --------------- | ------------ | --------------------------- |
| Gives you hell                                                | 12-01-2009            | 18-04-2009            | 25              | 8            | Nr. 38 in de Single Top 100 |

| Single met hitnotering(en) in de Vlaamse Ultratop 50 | Datum van verschijnen | Datum van binnenkomst | Hoogste positie | Aantal weken | Opmerkingen |
| ---------------------------------------------------- | --------------------- | --------------------- | --------------- | ------------ | ----------- |
| Gives you hell                                       | 2009                  | 28-02-2009            | tip3            | -            |             |
| Beekeeper's daughter                                 | 13-02-2012            | 17-03-2012            | tip76           | -            |             |

### Tracklist albums

#### The All-American Rejects(2002)
1. "My Paper Heart" — 03:49
2. "Your Star" — 04:21
3. "Swing, Swing" — 03:53
4. "Time Stands Still" — 03:31
5. "One More Sad Song" — 03:03
6. "Why Worry" — 04:17
7. "Don't Leave Me" — 03:28
8. "Too Far Gone" — 04:05
9. "Drive Away" — 03:00
10. "Happy Endings" — 04:25
11. "The Last Song" — 05:02
12. "The Cigarette Song" (UK Bonus Track) — 03:36

#### Move Along(2005)
1. "Dirty Little Secret" — 03:14
2. "Stab My Back" — 03:11
3. "Move Along" — 04:00
4. "It Ends Tonight" — 04:05
5. "Change Your Mind" — 03:40
6. "Night Drive" — 03:26
7. "11:11 PM" — 03:04
8. "Dance Inside" — 04:02
9. "Top Of The World" — 03:25
10. "Straitjacket Feeling" — 03:38
11. "I'm Waiting" — 03:37
12. "Can't Take It" — 02:56
13. "Kiss Yourself Goodbye" — 03:22

In de Verenigde Staten werd "Eyelash Wishes" en in het Verenigd Koninkrijk "Night Drive Acoustic" toegevoegd als bonustrack.

#### When the World Comes Down(2008)
1. "I Wanna" — 03:29
2. "Fallin' Apart" — 03:27
3. "Damn Girl" — 03:52
4. "Gives You Hell" — 03:33
5. "Mona Lisa" — 03:15
6. "Breakin'" — 03:59
7. "Another Heart Calls" — 04:09
8. "Real World" — 04:03
9. "Back To Me" — 04:29
10. "Believe" — 03:28
11. "The Wind Blows" - 04:22
12. "Sunshine" — 03:00

#### Kids in the street(2012)
1. "Someday's Gone" - 03:25
2. "Beekeeper's Daughter" - 03:33
3. "Fast & Slow" - 04:00
4. "Heartbeat Slowing Down" - 04:44
5. "Walk Over Me" - 03:59
6. "Out the Door" - 03:39
7. "Kids in the Street" - 04:45
8. "Bleed into Your Mind" - 02:43
9. "Gonzo" - 05:06
10. "Affection" - 04:44
11. "I for You" - 02:34

### Ep's

#### Same Girl, New Songs
1. "One More Sad Song — 03:09
2. "Drive Away — 02:59
3. "Too Far Gone — 04:02
4. "Don't Leave Me — 03:43
5. "Her Name Rhymes with Mindy — 02:54
6. "Fembot — 03:04
7. "Pillsbury Doughgirl — 04:04
8. "She Mannequin — 04:07
9. Girl Of My Dreams — 04:12

### Cd-singles

#### Swing Swing
1. "Swing Swing"
2. The Cigarette Song"
3. "Too Far Gone (bedroom demo)"

#### The Last Song
1. "The Last Song"
2. "Time Stands Still (bedroom demo)"
3. "Why Worry (bedroom demo)"

#### Dirty Little Secret
1. "Dirty Little Secret"
2. "Swing, Swing (acoustic)"
3. "Bite Back"

### Dvd's
1. Live From Oklahoma... The Too Bad For Hell dvd!, - 30 september 2003, Dreamworks Records
2. Tournado - 17 juli 2007, Interscope Records